# Hoopeston
Hoopeston est une petite ville du comté de Vermilion dans l'Illinois aux États-Unis. Elle est incorporée le 20 juillet 1877. La ville est fondée à l'intersection des lignes ferroviaires Chicago, Danville and Vincennes Railroad (en) et Lafayette and Bloomington Railroad (en). Cette dernière n'existe plus.

## Démographie
Lors du recensement de 2010, la ville comptait une population de 5 351 habitants. Elle est estimée, en 2016, à 5 140 habitants.

## Source de la traduction
- (en) Cet article est partiellement ou en totalité issu de l’article de Wikipédia en anglais intitulé « Hoopeston, Illinois » (voir la liste des auteurs).